# Boulder Dash
Boulder Dash er et klassisk computerspil.
Spillet er udkommet til Commodore 64, Atari 400/800, ZX Spectrum, NES, IBM PC, Amstrad CPC og mange andre platforme. Det allerførste Boulder Dash (Atari) blev programmeret i 1983 af Peter Liepa og udgivet af First Star Software.

## Udgivelser
- Boulder Dash (1984: Amstrad CPC, Apple II, Atari ST, ColecoVision, Commodore 64, MSX, NES, PC Booter, ZX Spectrum)
- Boulder Dash II: Rockford's Revenge (1985: Amstrad CPC, Commodore 64, MSX, PC Booter, ZX Spectrum)
- Boulder Dash Construction Kit (1986: Amiga, Amstrad CPC, Atari ST, Commodore 64, DOS, ZX Spectrum)
- Boulder Dash M.E. (2003)
- Boulder Dash Treasure Pleasure (2003)